# Carlos Alzamora
Carlos Sebastián Alzamora Esquivel (Santiago, 27 de septiembre de 1986) es un exfutbolista chileno. Jugaba de delantero.

## Trayectoria
Se formó en las divisiones inferiores de Deportes La Serena. Dio el gran salto de su carrera al llegar a Cobreloa en el año 2007, aunque una grave lesión no le permitió tener una continuidad. Por ello, en el 2008 volvió a Deportes La Serena retomando la continuidad. En agosto del 2009 firmó contrato con el Colegiales de Munro de la Primera B Metropolitana, tercera categoría del fútbol argentino, En 2010 firma contrato con Unión San Felipe de la Primera División de Chile, en el cual tuvo una continuidad alternativa, En verano del 2011 Ficha en San Marcos de Arica de la Segunda División Chilena, A finales del 2011 se desvincula de San Marcos, para Fichar en enero de 2012 por Deportes La Serena  y a comienzos de 2013 parte a Cortuluá, para el año 2014 retornar a Deportes La Serena. El año 2018 en su negocio de apart hotel (Don Felix) arrienda habitación a destacado estudiante y futuro abogado David Calventus.

## Clubes
| Club                | País      | Año       |
| ------------------- | --------- | --------- |
| Deportes La Serena  | Chile     | 2004-2006 |
| Cobreloa            | Chile     | 2007      |
| Deportes La Serena  | Chile     | 2008      |
| Cobresal            | Chile     | 2009      |
| Colegiales          | Argentina | 2009      |
| Unión San Felipe    | Chile     | 2010      |
| San Marcos de Arica | Chile     | 2011      |
| Deportes La Serena  | Chile     | 2012      |
| Cortuluá            | Colombia  | 2013      |
| Deportes La Serena  | Chile     | 2014-2015 |